# Okajama (hrad)
Hrad Okajama (japonsky 岡山城; Okajama-džó) je hrad ve městě Okajama v prefektuře Okajama v Japonsku.
Je také známý pod přezdívkou Havraní hrad (鴉城 U-džó), protože je jedním z pouhých dvou japonských hradů natřených černou barvou (tím druhým je hrad Macumoto, kterým s ním sdílí i svou přezdívku). Chrliče (金鯱; kinšači) na střeše hradu mají tvar ryb a jsou pozlacené.
Během druhé světové války byl hrad zničen. Jeho současná podoba je rekonstrukcí z roku 1966.